# Protestantesimo (programma televisivo)
Protestantesimo è una rubrica religiosa televisiva trasmessa per quasi 50 anni da Rai 2 e, dal giugno 2022, da Rai 3. Il programma, curato dalla Federazione delle Chiese Evangeliche in Italia in convenzione con la Rai, tratta argomenti e approfondimenti relativi alle chiese protestanti presenti sul territorio italiano.

## Il programma
La rubrica è andata in onda per la prima volta il 4 gennaio 1973 alle 22.30 sull'allora Programma Nazionale. Il programma, insieme all'analoga rubrica Sorgente di vita dedicata alla storia e alla religione ebraica, ha rappresentato uno dei primissimi spazi di pluralismo religioso ospitati dal servizio pubblico radiotelevisivo italiano.
Protestantesimo viene trasmesso nel primo mattino ogni due domeniche, con cadenza quindicinale, in alternanza con Sorgente di vita. Il programma è caratterizzato da un formato di tipo monografico; ogni puntata affronta un argomento attraverso servizi e una discussione in studio con gli ospiti.  I temi trattati riguardano l'attualità, i grandi temi della contemporaneità, aspetti etici, attività delle chiese protestanti nel mondo, letture commentate della Bibbia, approfondimenti sui contributi apportati dai protestanti nei vari campi della cultura e dell'impegno sociale.
A partire dal 1993, la rubrica cura anche la messa in onda di momenti di culto, trasmessi in Eurovisione, in occasione delle quattro principali celebrazioni delle Chiese Evangeliche: Natale, Pasqua, Pentecoste e il giorno della Riforma (festa mobile che ricorre l'ultima domenica di ottobre o la prima domenica di novembre).
La rubrica è attualmente diretta da Nadia Angelucci e condotta da Claudio Paravati. In passato è stata condotta da Catia Barone e  Paolo Emilio Landi.